# Angelphytum pseudosilphioides
Angelphytum pseudosilphioides là một loài thực vật có hoa trong họ Cúc. Loài này được (Hassl.) H.Rob. mô tả khoa học đầu tiên năm 1984.